# Пелище
Пелище (бел. Пелішча) — агрогородок в Каменецком районе Брестской области Белоруссии. Административный центр Пелищенского сельсовета. Население — 1203 человека (2019).

## География
Агрогородок Пелище находится в 12 км к юго-востоку от города Каменец, рядом проходит граница с Жабинковским районом. Местность относится к бассейну Вислы, рядом с селом берёт начало река Жабинка, приток Мухавца. У агрогородка пересекаются шоссе Каменец — Жабинка и Высокое — Пружаны, ещё одна дорога ведёт в село Турна Большая.

## История
Деревня Пелище упоминается в письменных источниках с XV века, фольварк имения Чернавчицы. До 1754 года была во владении Вацлава Матусевича, затем его выкупил шляхтич Пшездецкий.
После административной реформы середины XVI века в Великом княжестве Литовском — деревня в Берестейском повете Берестейского воеводства.
После третьего раздела Речи Посполитой (1795) Пелище в составе Российской империи, принадлежало Брестскому уезду Гродненской губернии. По переписи 1897 года 109 дворов, 851 житель, народное училище, хлебозапасный магазин, трактир. C конца XIX века и до 1939 года последними владельцами имения были представители рода Гутовских, которые выстроили в Пелище дворянскую усадьбу (не сохранилась).
Согласно Рижскому мирному договору (1921) деревня вошла в состав межвоенной Польши, где принадлежала Брестскому повету Полесского воеводства. В 1923 году здесь было 157 дворов и 786 жителей. В 1934 году построен каменный католический храм Сердца Иисуса (сохранился). С 1939 года в составе БССР.

## Достопримечательности
- Католический храм Сердца Иисуса. Построен в 1934 году, памятник архитектуры стиля модерн[5] —  Историко-культурная ценность Республики Беларусь, шифр 113Г000361
- От бывшей усадьбы Гутовских сохранились лишь небольшие фрагменты парка. Руины усадебного дома были разобраны в послевоенное время[3].
- Братская могила советских воинов. Похоронены 9 танкистов, погибших при освобождении села в 1944 году[5] —  Историко-культурная ценность Республики Беларусь, шифр 113Д000717
- Памятник землякам. В память 62 жителей Пелищ и окрестных деревень, погибших в годы Великой Отечественной войны. В 1965 году установлен обелиск[5].

Католический храм и братская могила включены в Государственный список историко-культурных ценностей Республики Беларусь.